# Lampadena anomala
Lampadena anomala är en fiskart som beskrevs av Parr 1928. Lampadena anomala ingår i släktet Lampadena och familjen prickfiskar. Inga underarter finns listade i Catalogue of Life.